# Качура, Ольга Сергеевна
О́льга Сергее́вна Качу́ра (укр. Ольга Сергіївна Качура; урождённая Карабет; 12 мая 1970, Донецк — 03 августа  2022, Горловка) — заместитель командира (по организации ведения боевых действий) реактивного артиллерийского дивизиона 3-й отдельной гвардейской мотострелковой бригады Народной милиции подконтрольной России Донецкой Народной Республики, гвардии полковник. Была известна под позывным «Корса». Герой Донецкой Народной Республики (посмертно). Герой Российской Федерации (посмертно).

## Биография

### Ранние годы
Ольга Сергеевна Карабет родилась 12 мая 1970 года в городе Донецке Донецкой области УССР. Родом из семьи потомственных военных: отец, дед и прадед были офицерами. Отец, согласно интервью Ольги в 2017 году, проходил службу в России, Белоруссии, Германии, Польше и Венгрии. Согласно изданию «Военно-промышленный курьер», в семье Ольги было 12 поколений военных.
Окончила военную кафедру Донецкого политехнического института по специальности «Автоматизированные Системы Управления» сокращенно АСУ. По сообщениям украинских СМИ, также была выпускницей Донецкого национального университета экономики и права. Работала в МВД Украины на протяжении 16 лет (по сообщению газеты «Коммерсантъ», до 2012 года), пройдя путь от следователя до начальника штаба Кировского райотдела Донецкого городского управления милиции. Дослужилась до звания подполковника милиции Украины. После увольнения работала в службе безопасности банка, проживала в Донецке.

### Российско-украинская война
Ольга Качура участвовала в боевых действиях против Украины с апреля 2014 года и считалась одной из основательниц воинских формирований ДНР. Служила в 3-й отдельной мотострелковой бригаде «Беркут» (в/ч 08803) 1-го армейского корпуса ДНР (в составе группы Игоря Безлера, командовавшего тогда гарнизоном Горловки). Была известна под позывным «Корса» и чаще упоминалась с этим псевдонимом, чем со своей фамилией. Занимала пост командира реактивного артиллерийского дивизиона при в/ч 08803, оснащённого БМ-21 «Град» (ориентировочный размер личного состава дивизиона составлял 140 человек).
Свой боевой путь «Корса» начала под Славянском: она участвовала в рейдах в Славянск по захвату техники, ставшей основой для реактивного дивизиона сил ДНР. В ходе боёв за Горловку организовала несколько рейдов в тыл ВСУ, нанеся на технику тактические знаки ВСУ для маскировки и получив возможность для беспрепятственного проникновения в тыл. В начале 2015 года участвовала в сражении за Дебальцево. Также принимала участие в боях за Логвиново, Углегорск, Мариновку и Авдеевку. Несколько раз была ранена. Полковник Народной милиции ДНР (4 апреля 2015). В дальнейшем — заместитель командира реактивного артиллерийского дивизиона (по организации ведения боевых действий) в/ч 08803 Управления Народной милиции Донецкой Народной Республики.
«Корса» неоднократно упоминалась в СМИ как единственная женщина-командир воинских формирований ДНР. За время боевых действий, по словам официальных представителей ДНР и военкоров, на неё готовились неоднократно покушения при участии украинских диверсионно-разведывательных групп (в частности, к 2017 году она пережила минимум три покушения). В зарубежных СМИ она упоминалась под прозвищами «Леди Смерть» (англ. Lady Death) и «Волчица» (англ. She-wolf).
В 2015 году украинские власти объявили Качуру в розыск по обвинению в членстве в незаконных вооружённых формированиях, также фактически выдвинув ей обвинение в государственной измене. Управление стратегических коммуникаций ВСУ, некоторые украинские журналисты и официальные лица неоднократно обвиняли её в совершении преступлений во время боевых действий, а именно в обстрелах гражданских кварталов населённых пунктов и гибели мирных жителей. Так, начальник ГУ МВД Украины в Донецкой области Вячеслав Аброськин обвинял дивизион «Корсы» в обстрелах Дебальцево (см.бои за Дебальцево) и гибели мирных граждан в канун переговоров о перемирии, проходивших в Минске с 11 по 12 февраля 2015 года.  Главное управление полиции Украины по Донецкой области также обвиняло её дивизион в обстреле жилых кварталов Новолуганского 18 декабря 2017 года (руководство ДНР отвергло обвинения).
По заявлениям украинского военного волонтёра Родиона Шишковитого и журналиста Никиты Синицына, датируемым 2019 годом, Служба безопасности Украины некоторое время пыталась завербовать «Корсу», но потерпела неудачу. В декабре 2021 года Качура была заочно признана виновной Шевченковским районным судом Киева «за участие в террористической группе или террористической организации» и приговорена к 12 годам лишения свободы с конфискацией имущества.

### Гибель
Ольга Качура погибла 3 августа 2022 года в Горловке во время обстрелов со стороны Вооружённых сил Украины. О её гибели информационным агентствам стало известно 3 августа после сообщения градоначальника Горловки Ивана Приходько, причём примерно за час до этого он сообщал об обстрелах своего города. Некоторые источники указывали именно 3 августа в качестве дня гибели.
По словам Приходько, автомобиль «Корсы» попал под обстрел украинской реактивной артиллерии и был поражён реактивным снарядом. Вместе с «Корсой» погиб ещё один человек. Гибель «Корсы» позже подтвердили в Стратегическом командовании ВСУ. Иностранные СМИ называли «Корсу» первой женщиной-офицером пророссийских формирований, погибших в ходе боевых действий на Украине.
3 августа 2022 года указом главы ДНР Дениса Пушилина Ольге Сергеевне Качуре было посмертно присвоено звание Героя Донецкой Народной Республики. 4 августа 2022 года указом президента Российской Федерации Владимира Путина Ольге Сергеевне Качуре было посмертно присвоено звание Героя России (медаль «Золотая Звезда» Героя Российской Федерации была вручена Елене Карабет, дочери Ольги, 12 октября того же года).
Церемония прощания состоялась 4 августа 2022 года в Донецком театре оперы и балета имени А. Б. Соловьяненко. Во время церемонии Донецк (в том числе и здание оперы) подвергся артиллерийскому обстрелу, ответственность за который отрицалась обеими сторонами. В результате произошедшего в тот день обстрела в Донецке погибло, по разным данным, от шести до восьми человек. Ольга Качура была похоронена в Донецке на Аллее Героев кладбища «Донецкое море».

### Личная жизнь
Была замужем (девичья фамилия Карабет), воспитывала  — дочь Елену (Алёну) Карабет . Дочь отслужила четыре года в дивизионе у матери (позывной «Алёшка»).
Качура занималась верховой ездой и пауэрлифтингом, а также возглавляла федерацию пауэрлифтинга Горловки. Говорила, что по окончании боевых действий хотела бы закончить учёбу в Донбасской аграрной академии и заняться животноводством. Увлекалась рыбалкой, называя её идеальным отдыхом.

### Память
19 ноября 2022 года на «Аллее героев» в Киевском районе Донецка был установлен памятный бюст. После восстановления комплекса Саур-Могила, горельеф с Качурой был добавлен на новый пилон вместе с изображениями других деятелей ДНР. 
3 августа 2023 года в городе Новокузнецке открылся памятник «Защитникам Донбасса», который расположился на одноименной площади. Мемориал состоит из гранитных плит, на которые нанесены изображения российских военнослужащих и техники Вооруженных сил РФ, а также надпись «Герои Донбасса». Между ними расположена скульптура высотой около 2,5 м Героя России Ольги Качуры. Чашу вечного огня авторы выполнили в виде частично разорвавшегося снаряда. В церемонии открытия памятника участвовала родная дочь Ольги, Елена Карабет
В 2024 году Елена Карабет представила книгу о своей матери «Корса. Последний залп. 333». В её основу легли воспоминания Елены и Ольги, интервью с коллегами по МВД, сослуживцами и родными.

## Награды
- Герой Донецкой Народной Республики (3 августа 2022, посмертно) — за заслуги перед ДНР и её народом, связанные с совершением геройского подвига, мужество и отвагу, проявленные в боях по защите Донецкой Народной Республики[61][62]
- Герой Российской Федерации (4 августа 2022, посмертно) — за мужество и героизм, проявленные при исполнении воинского долга[63]
- Орден Республики (ДНР)[64]
- Георгиевский крест ДНР: II степень (май 2022)[3], III и IV степени
- звание «Почётный гражданин города Горловки» (август 2017)[6]
- другие награды ДНР[10]

## Комментарии
1. ↑  Данный населённый пункт расположен на территории, не контролируемой властями Украины (см. также Вооружённый конфликт на востоке Украины)
2. ↑  По словам украинского журналиста Дениса Казанского, Качура работала в милиции Украины до 2014 года[14], по версии украинского издания «Телеграф» — до февраля 2011 года[15], по данным «Военно-промышленного курьера» — до февраля 2012 года[12]. В интервью газете «Аргументы и факты», опубликованном в 2017 году, Ольга Качура заявила: «Я 22 года в погонах»[16].
3. ↑  Слово «корса» в переводе с украинского означает «бег, бесстрашное преодоление препятствий»[24] (от итал. corsa — «бег»).
4. ↑  Военкор Александр Сладков назвал местом гибели район посёлка Верхнеторецкое[39], журналист «Царьград ТВ» Александр Орлов указал трассу Горловка — Ясиноватая[источник не указан 692 дня].